# Dendrobium lawesii
Dendrobium lawesii är en orkidéart som beskrevs av Ferdinand von Mueller. Dendrobium lawesii ingår i släktet Dendrobium, och familjen orkidéer. Inga underarter finns listade i Catalogue of Life.

## Bildgalleri

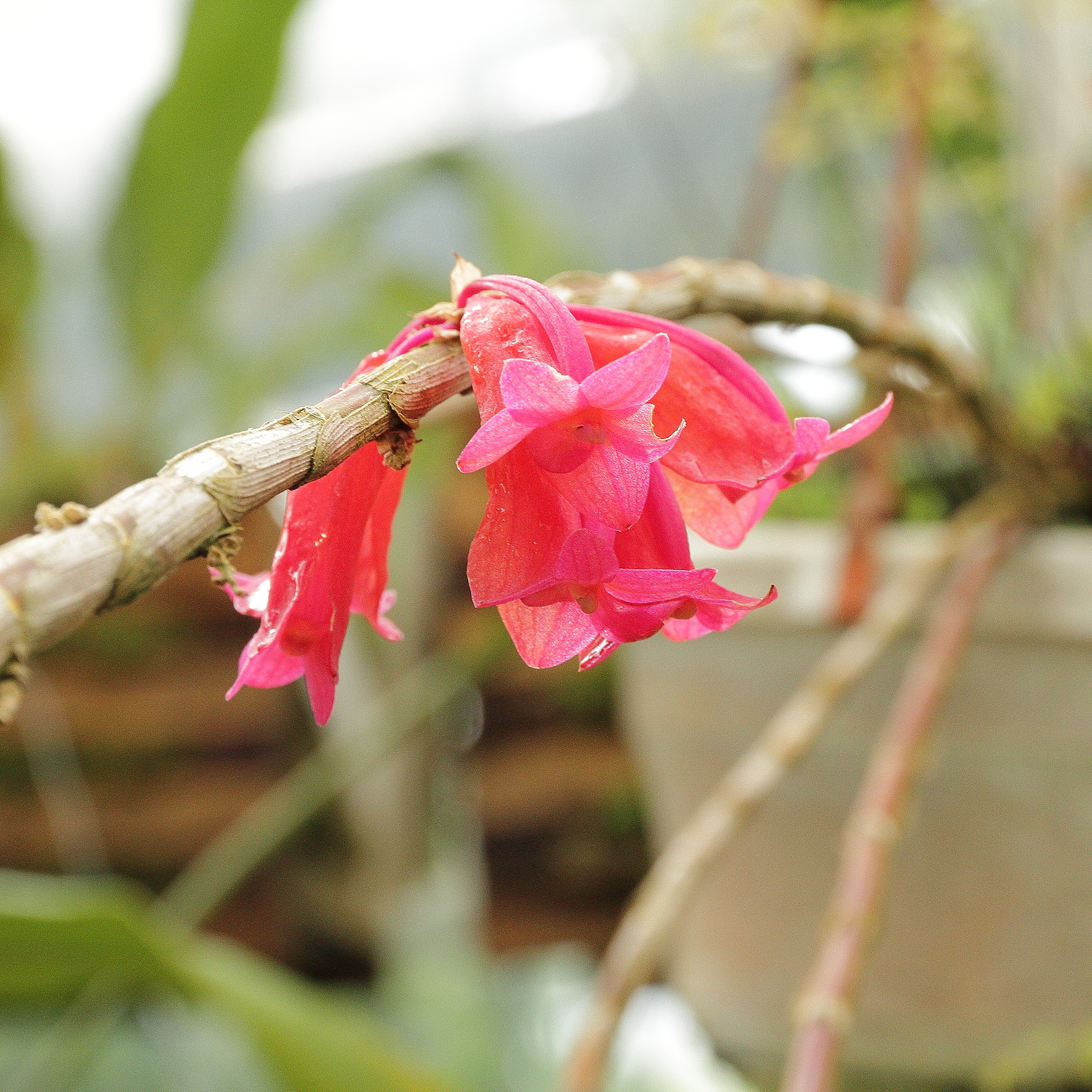